# Partido Verde Europeo
El Partido Verde Europeo (también conocido como los Verdes Europeos) es un partido político europeo fundado el 22 de febrero de 2004 en Roma. Proviene de la fusión de 32 partidos ecologistas nacionales de 29 países de Europa, con cuatro no miembros de la Unión Europea (Suiza, Rusia, Georgia y Ucrania), en una entidad de dimensión europea.
Actualmente forman grupo en el Parlamento Europeo junto con varios diputados independientes, nacionalistas y regionalistas de izquierda con el nombre de Los Verdes Europeos/Alianza Libre Europea (Verdes-ALE), contando con un total de 55 eurodiputados, y siendo el partido que experimenta un mayor crecimiento respecto de las anteriores elecciones.
Su referente oficial en España es Verdes Equo y sus diversas formaciones locales equivalentes, que se presentan en coalición junto a otras formaciones políticas, según la región española y según elecciones.

## Historia
Antes de la fundación del Partido Verde Europeo en 2004, los partidos verdes de Europa se habían organizado en una coordinadora (1979-1993), y en una federación (1993-2004). A partir de las elecciones de 1999 formaron coalición con la Alianza Libre Europea en el grupo parlamentario Verdes/ALE, a pesar de sus ideologías sensiblemente diferentes.

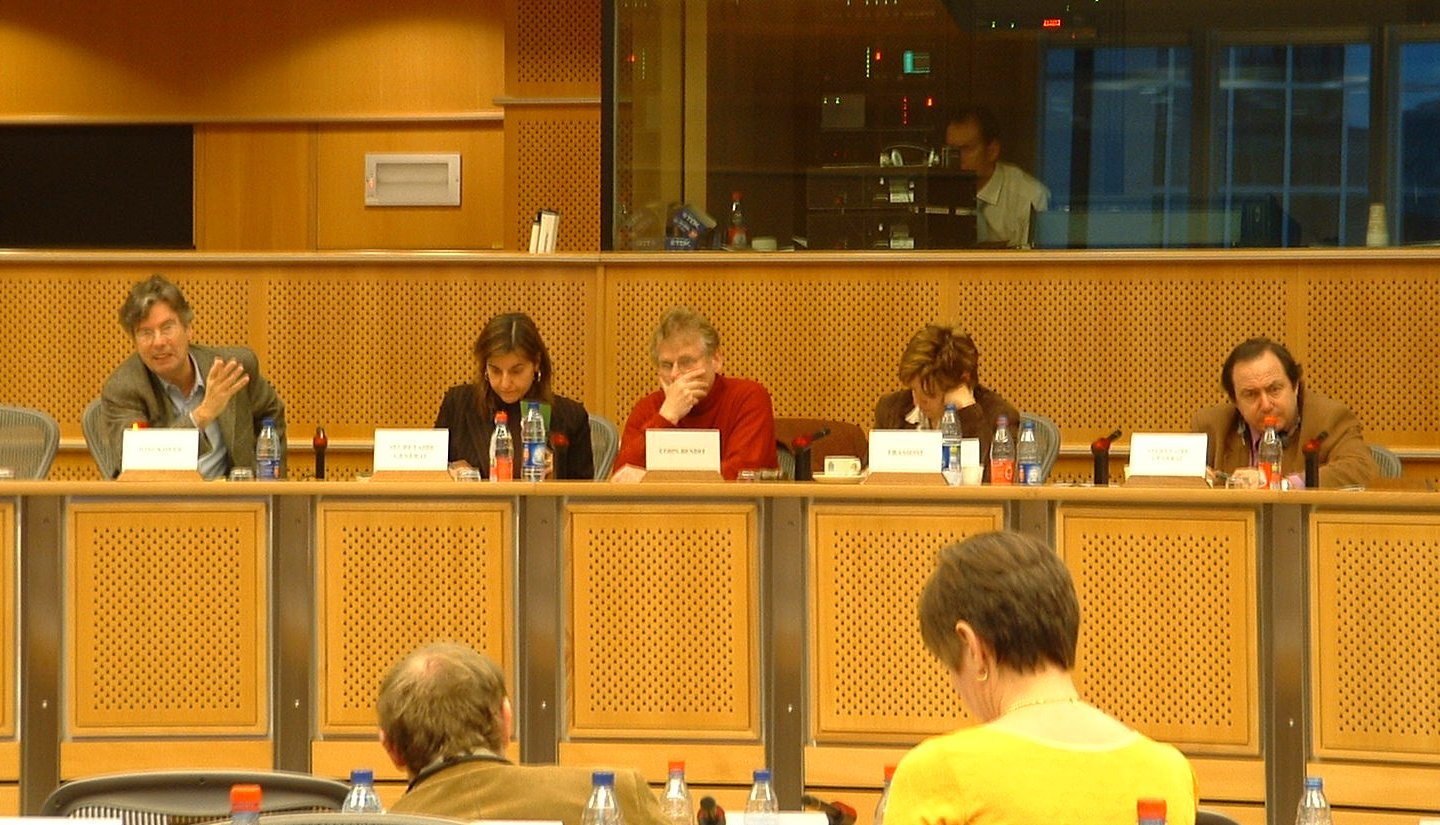
Reunión del grupo parlamentario en diciembre de 2004.
De izquierda a derecha: Pierre Jonckheer, Vula Tsetsi, Daniel Cohn-Bendit, Monica Frassoni y Bernat Joan i Marí.

Durante el IV Congreso de la Federación Europea de Partidos Verdes celebrado en Roma (20-22 de febrero de 2004), se creó el partido European Greens. A la convención asistieron 32 partidos políticos de 29 países, y unos 1300 delegados. Se constituía así el primer partido político a nivel europeo. Hasta entonces, las otras agrupaciones habían consistido en una coalición de partidos nacionales (como el PPE, PSE y otros partidos del Parlamento Europeo).
Así, cada miembro de un partido verde nacional que forme parte de European Greens, pertenece automáticamente a este. Sin embargo, la adhesión directa al partido aún no es posible sin pasar por los partidos nacionales (diciembre de 2009). Además, al partido Verde Europeo pertenece al menos un partido político verde o ecologista por cada Estado miembro de la Unión Europea, al menos un partido político verde o ecologista por cada Estado miembro de la Asociación Europea de Libre Comercio, más al menos un partido político verde o ecologista de Rusia, Georgia y Ucrania.

### Evolución ideológica
Sin embargo, su relación con la Unión Europea y sus instituciones ha cambiado drásticamente desde sus inicios y son todavía tema de debate. En los años 1970 y 1980, los Verdes Europeos eran generalmente escépticos a una integración económica y política, que eran vistas como negativas para los intereses medioambientales y sociales. En su programa de 1984, proponían una construcción europea alternativa, descentralizada y neutral. En 1989, algunos europarlamentarios comenzaron a cambiar de opinión y apoyar la integración europea; su programa pedía la democratización de las instituciones europeas. Y en su programa de 1994, los Verdes abandonaron definitivamente su inicial oposición a la integración y empezaron a proponer soluciones políticas prágmaticas. Sus programas de 1999 y 2004 ahondaron progresivamente en esta dirección. Sin embargo, existe asimismo una gran diversidad según los miembros de los diferentes partido, como el pro-europeo luxemburgués Dei Greng, o el euroescéptico sueco Miljöpartiet de Gröna.

## Ideología
El Partido Verde Europeo se basa en las llamadas «políticas verdes» como la responsabilidad ambiental, la libertad individual, la democracia, la diversidad, la justicia social, la igualdad de género, un desarrollo sostenible global, y la no violencia. Estas ideas han sido defendidas en múltiples informes como por ejemplo el Informe Auken sobre la especulación urbanística española en 2009.
En el ámbito de internet, el grupo Verdes/ALE ha defendido con fuerza la adopción de una Free Information Infraestructure, principalmente con la Directiva de la Unión Europea sobre patentabilidad de invenciones implementadas por ordenador en 2003.
Durante el II Congreso del PVE (2006) adoptaron los Estatutos definitivos del partido, en los que definen su línea ideológica.

## Personalidades

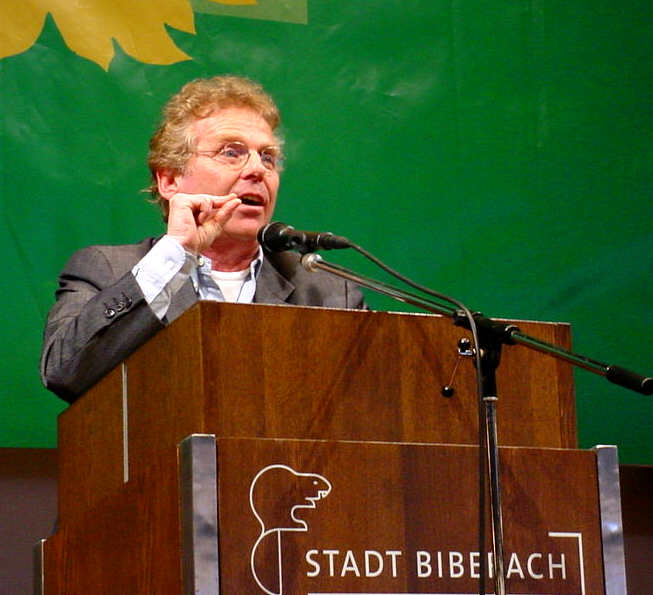
Cohn-Bendit en un meeting de la campaña de 2004 en Biberach (Alemania).

Para las elecciones europeas de junio de 2004, el partido ya había hecho la misma campaña electoral en todos los países de la Unión, y las personas figuras emblemáticas del partido (Daniel Cohn-Bendit, Monica Frassoni, Joschka Fischer) hicieron campaña en todos países. De este grupo formaron parte los eurodiputados españoles Raül Romeva y David Hammerstein (del Partido Verde Europeo), y Bernat Joan (de Alianza Libre Europea).
Para las elecciones de 2009, Daniel Cohn-Bendit repitió liderazgo, llevando al Partido Verde a sus mejores resultados de la historia (46 eurodiputados). Raül Romeva repite cargo, siendo además nombrado uno de los 3 vicepresidentes del grupo Verdes/ALE junto a Daniel Cohn-Bendit y Rebecca Harms.

## Organización
El Partido Verde Europeo está constituido por partidos políticos de toda Europa (y no necesariamente pertenecientes a la Unión Europea). Los partidos también pueden ser observadores. Desde el año 2004, es también posible la afiliación individual.
Los principales organismos del partido son el Congreso, el Consejo y el Comité:
- El Congreso: consiste en unos cuatrocientos representantes de los partidos miembros y los eurodiputados, proporcionalmente en función de los resultados electorales obtenidos en la última elección europea. Cada partido tiene sin embargo al menos 4 representantes. El Congreso tiene generalmente la última palabra en la orientación política del partido.
- El Consejo: consiste también en una representación de los partidos miembros y de los eurodiputados. Los partidos más pequeños tienen un representante, y los grandes dos. El Consejo es el responsable de los asuntos políticos entre los Congresos y decide asimismo sobre los temas de organización, como la elección del Comité, las solicitudes de los nuevos miembros y los estatutos del PVE.
- El Comité: consiste en nueve miembros, incluidos los dos portavoces (un hombre y una mujer), un secretario-general y un tesorero. Son los responsables de los temas diarios, la ejecución de las decisiones del Consejo y las actividades del Secretario-general.

En todos los organismos la mayoría se sitúa en 2/3.
El PVE está organizada asimismo en diversas redes regionales, creando estructuras biorregionales como la Green Islands Network (que agrupa a los Partidos Verdes de Gran Bretaña, Irlanda y sus islas asociadas), Baltic Sea Greens, Green Mediterranean Network, Green Adriatic Network y la North Sea Greens.

## Financiación
Como partido político europeo registrado, el partido tiene derecho a financiación pública europea, que ha recibido ininterrumpidamente desde 2004.
A continuación se muestra la evolución de la financiación pública europea recibida por el partido.
Importe (€)Financiación pública europea de los partidos políticos europeos01.000.0002.000.0003.000.0004.000.0005.000.0002004200720102013201620192022Importes máximos de financiación públicaImportes de financiación pública efectivamente recibidos
De acuerdo con el Reglamento sobre los partidos políticos europeos y las fundaciones políticas europeas, el partido también recauda fondos privados para cofinanciar sus actividades. En 2025, los partidos europeos deben recaudar al menos el 10% de sus gastos reembolsables de fuentes privadas, mientras que el resto puede cubrirse con fondos públicos europeos.
A continuación se muestra la evolución de las contribuciones y donaciones recibidas por el partido.
Importe (€)Contribuciones recaudadas por los partidos políticos europeos0100.000200.000300.000400.000500.000600.00020042008201220162020PVE
Importe (€)Donaciones recaudadas por los partidos políticos europeos0200040006000800010.0002004200720102013201620192022PVE

## Miembros

### Partidos políticos

Estados en los que existen partidos miembros (y posiblemente candidatos / asociados)
Estados en los que existen partidos asociados
Estados en que existen los partidos candidatos

El Partido Verde Europeo está formado por diferentes partidos internacionales, tanto miembros de la Unión Europea con quienes forman grupo propio en el Parlamento Europeo, como otras fuerzas con las que trabajan. También están asociados con otros partidos si bien no gozan de estatus pleno en la organización.
| País o región       | Nombre                                               | Nombre sin traducir                          | Estatus            | Año de ingreso |
| ------------------- | ---------------------------------------------------- | -------------------------------------------- | ------------------ | -------------- |
| Albania             | Partido Verde                                        | Partia e Gjelbër                             | Miembro pleno      | 2008           |
| Alemania            | Alianza 90/Los Verdes                                | Bündnis 90 / Die Grünen                      | Miembro pleno      | 1993           |
| Austria             | Los Verdes                                           | Die Grünen                                   | Miembro pleno      | 1993           |
| Azerbaiyán          | Partido Verde                                        | Azərbaycan Yaşıllar Partiyası                | Miembro asociado   | 2012           |
| Bélgica             | Ecolo                                                | -                                            | Miembro pleno      | 1993           |
| Bélgica             | Groen                                                | -                                            | Miembro pleno      | 1993           |
| Bulgaria            | Movimiento verde                                     | Зелено движение                              | Miembro pleno      |                |
| Chipre              | Movimiento de Ecologistas - Cooperación Ciudadana    | Κίνημα Οικολόγων – Συνεργασία Πολιτών        | Miembro pleno      |                |
| Croacia             | ¡Podemos!                                            | Možemo!                                      | Miembro pleno      |                |
| Croacia             | Alternativa verde - Desarrollo sostenible de Croacia | Zelena alternativa - ORaH                    | Miembro asociado   |                |
| Dinamarca           | Partido Popular Socialista                           | Socialistisk Folkeparti                      | Miembro pleno      | 2014           |
| Eslovenia           | Primavera - Partido verde                            | VESNA – zelena stranka                       | Miembro asociado   |                |
| España              | Catalunya en Comú                                    | -                                            | Miembro asociado   |                |
| España              | Esquerra Verda                                       | -                                            | Miembro pleno      | 2021           |
| España              | Verdes Equo                                          | -                                            | Miembro pleno      | 2016           |
| Estonia             | Verdes Estonios                                      | Estimaa Rohelised                            | Miembro pleno      | 1993           |
| Finlandia           | Liga Verde                                           | Vihreät / De Gröna                           | Miembro pleno      | 1993           |
| Finlandia           | Iniciativa sostenible                                | Hållbart Initiativ                           | Miembro Asociado   |                |
| Francia             | Europa Ecología Los Verdes                           | Europe Écologie Les Verts                    | Miembro pleno      | 1993           |
| Georgia             | Partido Verde de Georgia                             | Sakartvelo's mtsvaneta partia                | Miembro pleno      | 1993           |
| Grecia              | Verdes Ecologistas                                   | Οικολόγοι Πράσινοι                           | Miembro suspendido | 1994           |
| Hungría             | Partido Verde de Hungría                             | LMP – Magyarország Zöld Pártja               | Miembro suspendido | 2011           |
| Hungría             | Diálogo - Partido de los verdes                      | Párbeszéd – A Zöldek Pártja                  | Miembro asociado   |                |
| Irlanda             | Partido Verde                                        | Comhaontas Glas                              | Miembro pleno      | 1993           |
| Italia              | Europa Verde                                         | -                                            | Miembro pleno      |                |
| Italia              | Verdes de Tirol del Sur                              | Verdi–Grüne–Vërc                             | Miembro pleno      |                |
| Letonia             | Progresistas                                         | Progresīvie                                  | Miembro pleno      |                |
| Lituania            | Unión de demócratas "Por Lituania"                   | Demokratų sąjunga „Vardan Lietuvos“          | Miembro pleno      |                |
| Luxemburgo          | Los Verdes                                           | Déi Gréng / Les Verts / Die Grünen           | Miembro pleno      | 1993           |
| Macedonia del Norte | Renacimiento Democrático de Macedonia                | Демократска обнова на Македонија             | Miembro pleno      | 2017           |
| Malta               | ADPD                                                 | -                                            | Miembro pleno      | 2020           |
| Moldavia            | Partido verde ecologista                             | Partidul Verde Ecologist                     | Miembro pleno      |                |
| Montenegro          | Acción reformista unida                              | Građanski pokret Ujedinjena reformska akcija | Miembro pleno      |                |
| Noruega             | Partido Verde                                        | Miljøpartiet De Grønne                       | Miembro pleno      | 1993           |
| Países Bajos        | Izquierda Verde                                      | GroenLinks                                   | Miembro pleno      | 1993           |
| Polonia             | Los Verdes                                           | Zieloni                                      | Miembro pleno      | 2005           |
| Portugal            | Libre                                                | Livre                                        | Miembro pleno      | 2014           |
| Portugal            | Los Verdes                                           | Os Verdes                                    | Miembro pleno      | 1993           |
| Portugal            | Personas-Animales-Naturaleza                         | Pessoas-Animais-Natureza                     | Miembro asociado   |                |
| Reino Unido         | Partido Verde de Inglaterra y Gales                  | Green Party of England and Wales             | Miembro pleno      | 1993           |
| Reino Unido         | Partido Verde Escocés                                | Scottish Green Party                         | Miembro pleno      | 1994           |
| República Checa     | Partido Verde                                        | Strana zelených                              | Miembro pleno      | 1997           |
| Rumania             | Partido Verde                                        | Partidul Verde (Verzii)                      | Miembro pleno      | 1999           |
| Rusia               | Rusia Verde                                          | Зелёная Россия                               | Miembro asociado   | 2013           |
| Serbia              | Frente Verde de Izquierda                            | Zeleno-levi front                            | Miembro pleno      | 2024           |
| Suecia              | Partido Verde                                        | Miljöpartiet de Gröna                        | Miembro pleno      | 1993           |
| Suiza               | Los Verdes                                           | Die Grünen - Grüne Partei der Schweiz        | Miembro pleno      | 1993           |
| Turquía             | Partido de la izquierda verde                        | Yeşil Sol Parti                              | Miembro asociado   |                |
| Ucrania             | Partido Verde de Ucrania                             | Партія зелених України                       | Miembro pleno      | 1993           |

### Miembros individuales
El partido también cuenta con varios miembros individuales, aunque, como la mayoría de los demás partidos europeos, no ha tratado de desarrollar una afiliación individual masiva.
A continuación se muestra la evolución de la afiliación individual al partido desde 2019.
Miembros individualesMiembros individuales de los partidos políticos europeos9121518212427201920202021202220232024PPE

### Otras organizaciones relacionadas
La organización relacionada con el PVE más importante es la Federación de Jóvenes Verdes Europeos (FYEG). El PVE apadrina además la European Network of Green Seniors (ENGS) y la European Green Gender Observatory (EGGO).
El representante español, excepto en Cataluña, fue la Confederación de Los Verdes, hasta mayo de 2012, momento en que fue expulsada del Partido Verde Europeo, principalmente debido a que la mayoría de los partidos que formaban parte de la misma se integraron en Equo. Posteriormente, en mayo de 2013, Equo se convirtió en el representante español, salvo en Cataluña, del Partido Verde Europeo tras su admisión como miembro de pleno derecho.

## Resultados electorales
En la siguiente tabla aparecen los resultados de las 6 elecciones directas al Parlamento Europeo, en términos de votos y representantes obtenidos, así como el grupo político y la coalición a la que pertenecieron durante la legislatura.
| Año  | EUD | % EUD | % Votos | CE | Líder | Subgrupo PE                          | Grupo PE                             | Organización                                       |
| ---- | --- | ----- | ------- | -- | --- | ------------------------------------ | ------------------------------------ | -------------------------------------------------- |
| 1979 | 0   | 0     | 2.4 %   | 0  | ninguno | ninguno                              | ninguno                              | Coordination of European Green and Radical Parties |
| 1984 | 11  | 2.5 % | 4.2 %   | 0  | Friedrich-Wilhelm Graefe zu Baringdorf (1984-1986), Bram van der Lek (1984-1986), Brigitte Heinrich (1986), François Roelants du Vivier (1986), Frank Schwalba-Hoth (1986-1987), Paul Staes (1987-1988), Wilfried Telkämper (1987-1989) | Green Alternative European Link      | Rainbow Group                        | European Green Coordination                        |
| 1989 | 25  | 4.8 % | 7.4 %   | 0  | Maria Amelia Santos (1989-1990), Alexander Langer (1990), Adelaide Aglietta (1990-1994), Paul Lannoye (1990-1994) | Grupo Verde en el Parlamento Europeo | Grupo Verde en el Parlamento Europeo | European Green Coordination                        |
| 1994 | 21  | 3.7 % | 7.4 %   | 0  | Claudia Roth (1994-1998), Alexander Langer (1994-1995), Magda Aelvoet (1997-1999) | Grupo Verde en el Parlamento Europeo | Grupo Verde en el Parlamento Europeo | European Federation of Green Parties               |
| 1999 | 38  | 6.1 % | 7.7 %   | 1  | Heidi Hautala (1999-2002), Paul Lannoye (1999-2002), Monica Frassoni (2002-2004), Daniel Cohn-Bendit (2002-2004) | European Greens                      | Verdes / ALE                         | European Federation of Green Parties               |
| 2004 | 35  | 4.8 % | 7.3 %   | 0  | Monica Frassoni (2004-2009), Daniel Cohn-Bendit (2004-2009) | Verdes Europeos                      | Verdes / ALE                         | Partido Verde Europeo                              |
| 2009 | 46  | 6.3 % | 7.3 %   | 0  | Rebecca Harms (2009-2014), Daniel Cohn-Bendit (2009-2014) | Verdes Europeos                      | Verdes / ALE                         | Partido Verde Europeo                              |
| 2014 | 50  | 6.7 % | 7.3 %   | 0  | Rebecca Harms (2014–2016), Ska Keller (2017– ), Philippe Lamberts (2014– ) | Verdes Europeos                      | Verdes / ALE                         | Partido Verde Europeo                              |
| 2019 | 74  | 9.9 % | 10.0 %  | 0  | Ska Keller and Bas Eickhout | Verdes Europeos                      | Verdes / ALE                         | Partido Verde Europeo                              |

## Instituciones europeas
| Organización      | Institución                                                | Representantes |
| ----------------- | ---------------------------------------------------------- | -------------- |
| Unión Europea     | Parlamento Europeo                                         | 44/720         |
| Unión Europea     | Comisión Europea                                           | 0/27           |
| Unión Europea     | Consejo Europeo (jefes de Gobierno)                        | 0/27           |
| Unión Europea     | Consejo de la Unión Europea (participación en el Gobierno) |                |
| Unión Europea     | Comité Europeo de las Regiones                             | 10/329         |
| Consejo de Europa | Asamblea Parlamentaria del Consejo de Europa               | 157/612 (SOC)  |